# 15250 Nishiyamahiro
15250 Nishiyamahiro (tên chỉ định: 1990 DZ) là một tiểu hành tinh vành đai chính. Nó được phát hiện bởi Kin Endate và Kazuro Watanabe ở Đài thiên văn Kitami ở Hokkaidō, Nhật Bản, ngày 28 tháng 2 năm 1990. Nó được đặt theo tên Hiroshi Nishiyama, giám đốc của đài quan sát Baienno Sato